# Herlev (stacja kolejowa)
Herlev – stacja kolejowa w Herlev, w Danii. Znajduje się tu 1 peron.